# Árpád Mihály
Árpád Mihály (Miercurea Ciuc, 27 giugno 1980) è un hockeista su ghiaccio rumeno naturalizzato ungherese.

## Carriera
Mihály inizia la sua carriera sportiva nel 1999, negli USA, con i Sioux City Musketeers, gli anni successivi sono un'altalena tra AHL, UHL e ECHL.
Nel 2007 arriva per la prima volta in Europa e in Italia; qui gioca per l'Hockey Club Bolzano Foxes, con cui vince la Supercoppa italiana e lo scudetto. Dopo una sola stagione ha lasciato i biancorossi per ritornare in Romania, all'HC Csikszereda, squadra della sua città natale.
Si è poi trasferito dopo una stagione all'Alba Volán Székesfehérvár, squadra ungherese che milita nel campionato austriaco. Con l'Alba Volán ha disputato cinque stagioni, raggiungendo per tre volte i play-off della EBEL e vincendo un campionato ungherese.
È poi tornato a giocare in una squadra rumena, l'ASC Corona Brasov.
Ha poi ottenuto la cittadinanza ungherese, e dal 2012 fa parte della nazionale magiara.

## Palmarès

### Club
- Campionato italiano: 1

Bolzano: 2007-2008
- Supercoppa italiana: 1

Bolzano: 2007
- MOL Liga: 1

Csíkszereda: 2008-2009
- Campionato ungherese: 1

Alba Volán: 2009-2010